# Touraine-Amboise

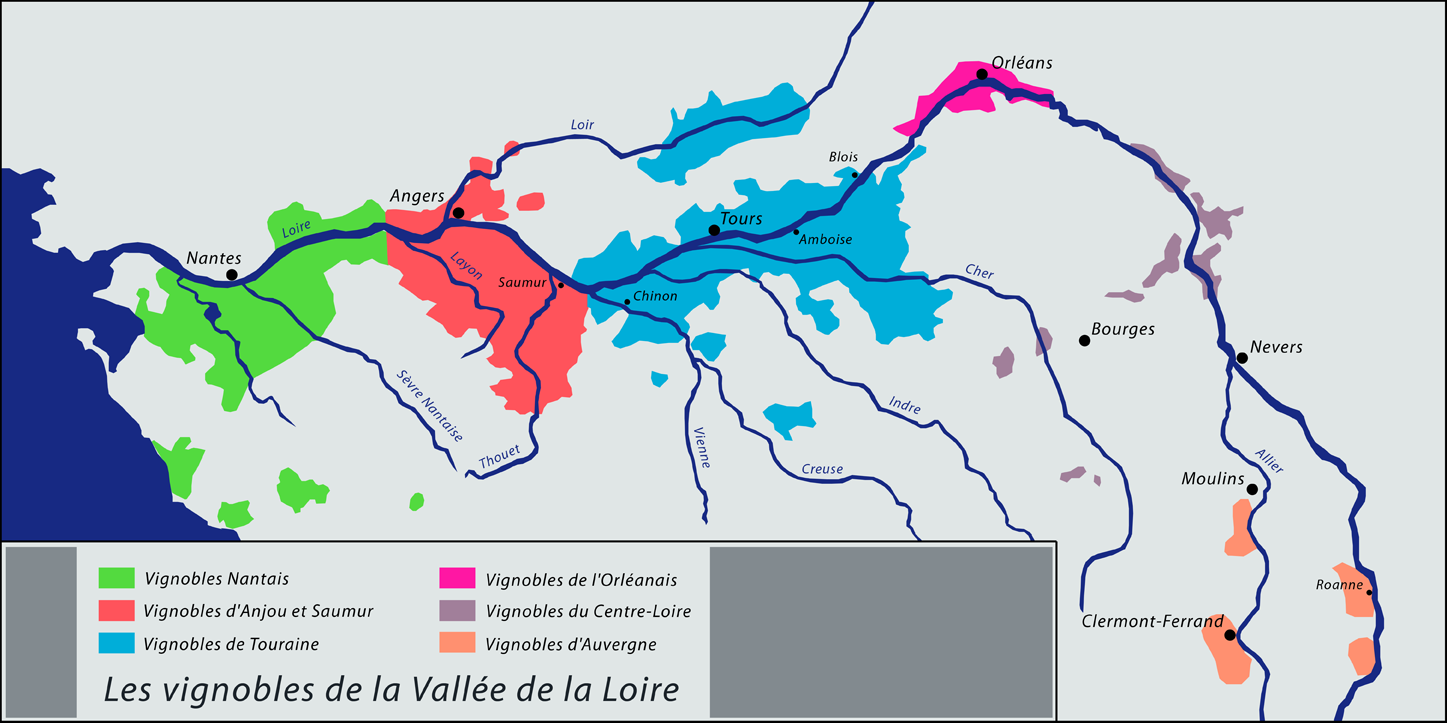
Das Weinbaugebiet Loire. Touraine-Amboise ist Teil des auf der Karte blau gefärbten Bereichs Touraine

Touraine-Amboise ist ein Weinbaugebiet im Bereich der Loire (Weinbaugebiet). Das ca. 240 Hektar große Gebiet verteilt sich diesseits und jenseits der Loire auf die Gemeinden Amboise, Cangey, Chargé, Limeray, Montreuil-en-Touraine, Mosne, Nazelle-Négron, Pocé-sur-Cisse, Saint-Ouen-les-Vignes und Saint-Règle innerhalb des Départements Indre-et-Loire. Touraine-Amboise liegt circa 25 Kilometer östlich von Tours.
Das Gebiet Touraine-Amboise hat seit dem 24. Dezember 1939 (letzte Anpassung des Dekrets am 2. August 2005) den Status einer Appellation d’Origine Contrôlée (kurz AOC).
Es werden hauptsächlich Rotweine gekeltert. Im Mittel werden ca. 10.800 hl Rotwein pro Jahr auf den Markt gebracht. Zugelassene Rebsorten sind Gamay, Cabernet Franc, Cabernet Sauvignon und Malbec, der hier Côt genannt wird. Die Weine sind rund und haben einen geringen Anteil an Tanninen. Wenn der Anteil an Cabernet oder Côt überwiegt, können die Weine ca. 10 Jahre gelagert werden. Die optimale Trinktemperatur liegt bei 15–16 °C.
Der Weißwein wird ausschließlich aus der Rebsorte Chenin Blanc hergestellt. Die Jahresmenge beläuft sich auf ca. 1800 hl. Die Weißweine werden in der Regel trocken oder halbtrocken ausgebaut und können ebenfalls einige Jahre gelagert werden. Die Trinktemperatur beträgt ca. 8–10 °C.